# Aux portes de Paris
Pour plus de détails, voir Fiche technique et Distribution.
Aux portes de Paris est un film français réalisé par Jacques de Baroncelli et Charles Barrois, sorti en 1935.

## Fiche technique
- Titre original : Aux portes de Paris
- Autre titre : Aux portes de la ville
- Réalisation : Jacques de Baroncelli et Charles Barrois
- Scénario et dialogues : Jean Chabrié, d'après un roman de Henry Dupuy-Mazuel
- Décors : Claude Bouxin
- Photographie : Paul Cotteret[1],[2],[3], Lucien Chaix[2],[3]
- Montage : Jean Feyte
- Musique : Maurice Yvain, Gaston Claret
- Société de production : Les Films Artistiques Français
- Pays de production :  France
- Langue originale : français
- Format : Noir et blanc — 35 mm — 1,37:1 — Son mono
- Genre : Comédie dramatique
- Durée : 74 minutes
- Date de sortie : France : 22 mars 1935

## Distribution
- Josette Day : Marthe
- Armand Bernard : L'Anguille
- Gaby Morlay : La Madone
- Pierre Labry : Léopold
- Abel Tarride : Thiriat
- Lucien Gallas : Ferdinand
- Jacques Berlioz
- Maurice Maillot : Daniel
- Georges Thill
- Suzanne Bianchetti
- Louisa de Mornand
- Nicole Vattier

## Chanson du film
- Aux portes de Paris : paroles de Max Blot, musique de Gaston Claret, interprétée par Georges Thill